# Boxa als Jocs Olímpics d'estiu de 1964
En els Jocs Olímpics d'Estiu de 1964 celebrats a la ciutat de Tòquio (Japó) es disputaren 10 proves de boxa, totes elles en categoria masculina. La competició es dugué a terme al Palau de Gel Korekuen de la ciutat de Tòquio entre els dies 11 i 23 d'octubre de 1964.
En la competició de boxa participaren un total de 269 boxadors de 56 comitès nacionals diferents.

## Resum de medalles
| Prova     | Or                   | Argent               | Bronze                 |
| - 51 kg   | Fernando Atzori      | Artur Olech          | Robert John Carmody    |
| - 51 kg   | Fernando Atzori      | Artur Olech          | Stanislav Sorokin      |
| - 54 kg   | Takao Sakurai        | Chung Shin-Cho       | Juan Fabila Mendoza    |
| - 54 kg   | Takao Sakurai        | Chung Shin-Cho       | Washington Rodríguez   |
| - 57 kg   | Stanislav Stepashkin | Anthony Villanueva   | Heinz Schulz           |
| - 57 kg   | Stanislav Stepashkin | Anthony Villanueva   | Charles Brown          |
| - 60 kg   | Jozef Grudzien       | Vellikton Barannikov | Jim McCourt            |
| - 60 kg   | Jozef Grudzien       | Vellikton Barannikov | Ronald Allen Harris    |
| - 63.5 kg | Jerzy Kulej          | Yevgeny Frolov       | Habib Galhia           |
| - 63.5 kg | Jerzy Kulej          | Yevgeny Frolov       | Eddie Blay             |
| - 67 kg   | Marian Kasprzyk      | Ričardas Tamulis     | Pertti Ilmari          |
| - 67 kg   | Marian Kasprzyk      | Ričardas Tamulis     | Silvano Bertini        |
| - 71 kg   | Boris Lagutin        | Joseph Gonzales      | Nojim Maiyegun         |
| - 71 kg   | Boris Lagutin        | Joseph Gonzales      | Józef Grzesiak         |
| - 75 kg   | Valeri Popenchenko   | Emil Schulz          | Franco Valle           |
| - 75 kg   | Valeri Popenchenko   | Emil Schulz          | Tadeusz Walasek        |
| - 81 kg   | Cosimo Pinto         | Aleksei Kiselyov     | Aleksandr Nikolov      |
| - 81 kg   | Cosimo Pinto         | Aleksei Kiselyov     | Zbigniew Pietrzykowski |
| + 81 kg   | Joe Frazier          | Hans Huber           | Giuseppe Ros           |
| + 81 kg   | Joe Frazier          | Hans Huber           | Vadim Yemelyanov       |

## Medaller
| Posició | País           | Or | Argent | Bronze | Total |
| 1       | Unió Soviètica | 3  | 4      | 2      | 9     |
| 2       | Polònia        | 3  | 1      | 3      | 7     |
| 3       | Itàlia         | 2  | 0      | 3      | 5     |
| 4       | Estats Units   | 1  | 0      | 3      | 4     |
| 5       | Japó           | 1  | 0      | 0      | 1     |
| 6       | Alemanya       | 0  | 2      | 1      | 3     |
| 7       | Corea del Sud  | 0  | 1      | 0      | 1     |
| 7       | Filipines      | 0  | 1      | 0      | 1     |
| 7       | França         | 0  | 1      | 0      | 1     |
| 10      | Bulgària       | 0  | 0      | 1      | 1     |
| 10      | Finlàndia      | 0  | 0      | 1      | 1     |
| 10      | Ghana          | 0  | 0      | 1      | 1     |
| 10      | Irlanda        | 0  | 0      | 1      | 1     |
| 10      | Mexico         | 0  | 0      | 1      | 1     |
| 10      | Nigèria        | 0  | 0      | 1      | 1     |
| 10      | Tunísia        | 0  | 0      | 1      | 1     |
| 10      | Uruguai        | 0  | 0      | 1      | 1     |